# Gatchaman Crowds
Gatchaman Crowds (ガッチャマンクラウズ?, Gatchaman Kurauzu) è una serie televisiva anime prodotta dalla Tatsunoko per la regia di Kenji Nakamura, trasmessa in Giappone su NTV tra il 12 luglio e il 27 settembre 2013. Una seconda stagione, dal titolo Gatchaman Crowds insight (ガッチャマンクラウズ インサイト?, Gatchaman Kurauzu insaito), è andata in onda dal 5 luglio al 27 settembre 2015. La serie è il quinto progetto televisivo d'animazione basato su Gatchaman, anime originale del 1972.

## Trama
La serie è ambientata all'inizio dell'estate 2015 nella città di Tachikawa, una "seconda metropoli" di Tokyo. Essa è protetta dai cosiddetti Gatchaman, guerrieri che combattono con delle speciali tute rinforzate, potenziate dalla manifestazione dei loro poteri spirituali chiamati NOTE. Seguendo le istruzioni del loro ultimo membro, l'energica ed allegra Hajime Ichinose, i Gatchaman devono vedersela contro Berg Katze: un'enigmatica creatura aliena decisa a distruggere la Terra proprio come ha fatto in passato con molti altri pianeti.

## Personaggi

### Gatchaman
Hajime Ichinose (一ノ瀬 はじめ?, Ichinose Hajime) / G-101
Doppiata da: Maaya Uchida
Sugane Tachibana (橘 清音?, Tachibana Sugane) / G-96
Doppiato da: Ryōta Ōsaka
Joe Hibiki (枇々木 丈?, Hibiki Jō) / G-89
Doppiato da: Daisuke Namikawa
OD (O・D?) / G-12
Doppiato da: Daisuke Hosomi
Utsutsu Miya (宮 うつつ?, Miya Utsutsu) / G-99
Doppiata da: Kotori Koiwai
Paiman (パイマン?) / G-3
Doppiato da: Aya Hirano
J.J. Robinson (J・J・ロビンソン?, Jē Jē Robinson)
Doppiato da: Katsuji Mori
Rui Ninomiya (爾乃美家 累?, Ninomiya Rui)
Doppiato da: Ayumu Murase

### Altri personaggi
Berg Katze (ベルク・カッツェ?, Beruku Kattse)
Doppiato da: Mamoru Miyano
Presidente X (総裁X?, Sōsai X)
Doppiata da: Sakura Tange
Tsubasa Misudachi (三栖立 つばさ?, Misudachi Tsubasa)
Doppiata da: Kaori Ishihara
Rizumu Suzuki (鈴木 理詰夢?, Suzuki Rizumu)
Doppiato da: Yūichirō Umehara
Gel Sadra (ゲルサドラ?, Geru Sadora)
Doppiata da: Kana Hanazawa

## Episodi
Gatchaman Crowds
Le sigle di apertura e chiusura della prima serie sono rispettivamente Crowds dei White Ash ed Innocent Note di Maaya Uchida, mentre quelle della seconda sono insight dei White Ash e 60 oku no tsubasa (60億の翼?) di Angry Rock Rebirth.
| Nº  | Titolo italiano (traduzione letterale) 「Titolo originale」 | In onda           | In onda |
| Nº  | Titolo italiano (traduzione letterale) 「Titolo originale」 | Giapponese        |         |
| 1   | Avanguardia 「Avant-garde」                                 | 12 luglio 2013    |         |
| 2   | Asimmetria 「Asymmetry」                                    | 19 luglio 2013    |         |
| 3   | Futurismo 「Futurism」                                      | 26 luglio 2013    |         |
| 4   | Kitsch 「Kitsch」                                           | 2 agosto 2013     |         |
| 5   | Collaborazione 「Collaboration」                            | 9 agosto 2013     |         |
| 6   | Originalità 「Originality」                                 | 16 agosto 2013    |         |
| 7   | Abiezione 「Abjection」                                     | 23 agosto 2013    |         |
| 8   | Genuino 「Genuine」                                         | 30 agosto 2013    |         |
| 9   | Falsificazione 「Forgery」                                  | 6 settembre 2013  |         |
| 10  | Luoghi affollati 「Crowds」                                 | 13 settembre 2013 |         |
| 11  | Gamification 「Gamification」                               | 20 settembre 2013 |         |
| 12  | Collage 「Collage」                                         | 27 settembre 2013 |         |
| OAV | Abbraccio 「Embrace」                                       | 22 gennaio 2014   |         |

Gatchaman Crowds insight
| Nº | Titolo originale | In onda           | In onda |
| Nº | Titolo originale | Giapponese        |         |
| 1  | contact point    | 5 luglio 2015     |         |
| 2  | penetration      | 12 luglio 2015    |         |
| 3  | launch           | 19 luglio 2015    |         |
| 4  | 2:6:2            | 26 luglio 2015    |         |
| 5  | halo effect      | 2 agosto 2015     |         |
| 6  | engagement       | 9 agosto 2015     |         |
| 7  | outbond          | 16 agosto 2015    |         |
| 8  | cluster          | 23 agosto 2015    |         |
| 9  | opt-out          | 30 agosto 2015    |         |
| 10 | seeds            | 13 settembre 2015 |         |
| 11 | trade-off        | 20 settembre 2015 |         |
| 12 | insight          | 27 settembre 2015 |         |